# Hydroptila pectinifera
Hydroptila pectinifera är en nattsländeart som beskrevs av Schmid 1970. Hydroptila pectinifera ingår i släktet Hydroptila och familjen smånattsländor. Inga underarter finns listade i Catalogue of Life.